# Jacinto Agcaoili Jose

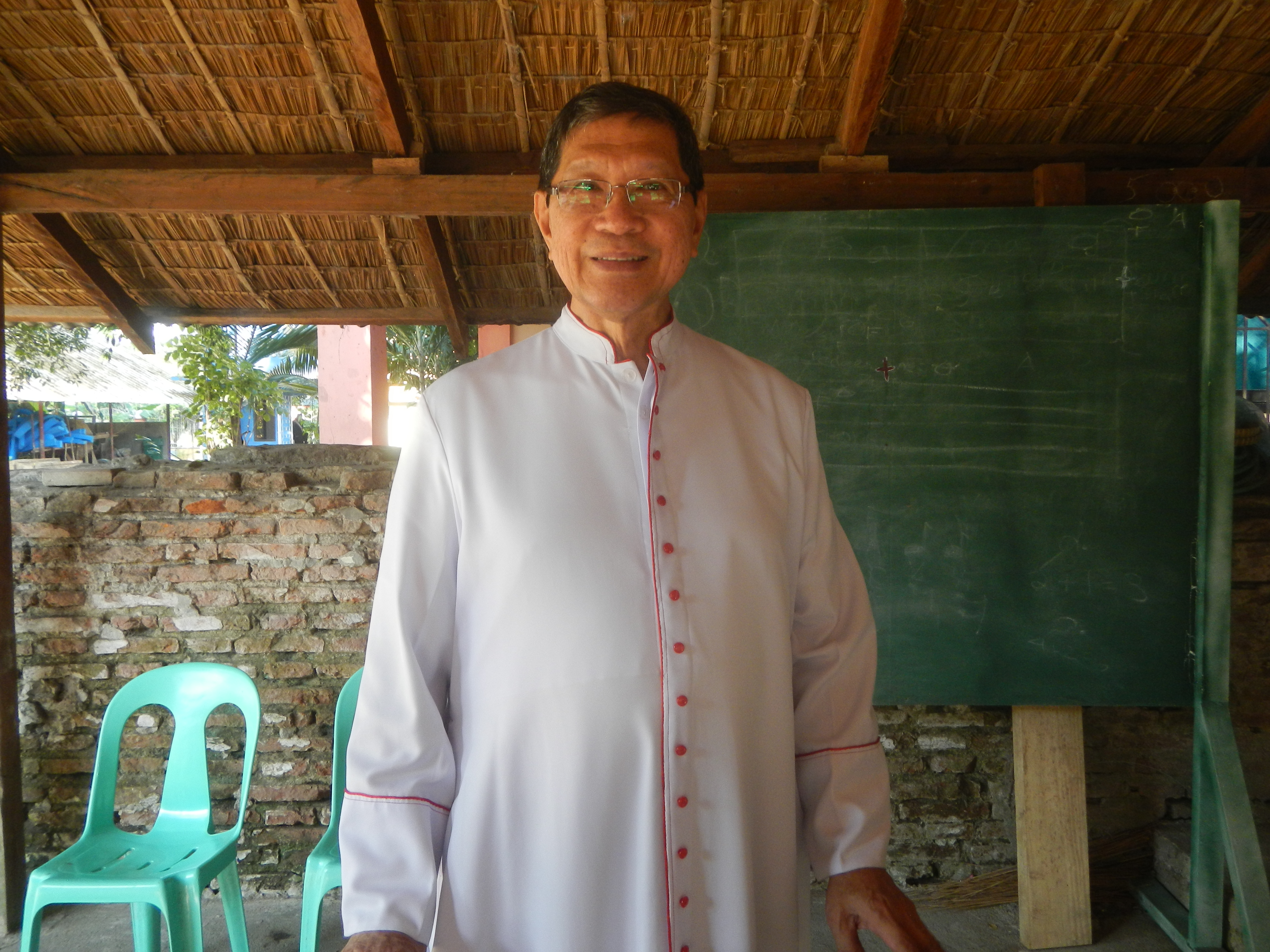
Jacinto Agcaoili Jose

Jacinto Agcaoili Jose (* 29. Oktober 1950 in Laoag City, Ilocos Norte, Philippinen) ist Bischof von Urdaneta.

## Leben
Jacinto Agcaoili Jose empfing am 29. Juni 1975 durch Papst Paul VI. das Sakrament der Priesterweihe für das Bistum Laoag.
Am 21. September 2005 ernannte ihn Papst Benedikt XVI. zum Bischof von Urdaneta. Der Apostolische Nuntius auf den Philippinen, Erzbischof Antonio Franco, spendete ihm am 26. November desselben Jahres die Bischofsweihe; Mitkonsekratoren waren der emeritierte Erzbischof von Nueva Segovia, Edmundo Abaya, und der Erzbischof von Nueva Segovia, Ernesto Antolin Salgado. Die Amtseinführung erfolgte am 30. Dezember 2005.